# República de Suvadiva
La República Unida de las Suvadivas (maldivo: އެކުވެރި ސުވައިދީބު ޖުމްހޫރިއްޔާ) fue un país que perduró por un breve período, formado por un grupo de separatistas republicanos en la parte sur de las Maldivas, concretamente en los atolones de Addu, Huvadu y Fuvahmulah. Las Suvadivas declararon la independencia el 3 de enero de 1959 y capitularon, uniéndose al resto de las Maldivas, el 23 de septiembre de 1963, mediante una transferencia de Poder al Gobierno Central de Malé.
Suvadive (maldivo: ސުވައިދީބު) es un antiguo nombre para los tres atolones más meridionales de Maldivas. A finales del siglo XVI se convirtió en el nombre oficial del atolón de Huvadu, pero actualmente ya no se denomina así.

## Causas para la formación de la República Unida de las Suvadivas

### Falta de necesidades elementales
Una de las principales razones para la formación de la República Unida de las Suvadivas según una carta enviada por Afeef Didi al Times de Londres destacó la indiferencia mostrada por el gobierno central para la gente de los atolones del sur. Esto incluye la falta de necesidades elementales del gobierno, como alimentos, ropa, medicina, educación, bienestar social, etc. La carta también refería una de las razones de los impuestos impuestos a las personas que causaron revueltas de aquellos que no tenían nada que dar.
En la carta también mencionó que los atolones del sur se ven privados de las necesidades elementales, como los médicos asignados por el gobierno, la escolarización, las instalaciones de comunicación o los servicios públicos. Las epidemias estacionales como la gripe, la malaria, la enteritis, la fiebre tifoidea, la diarrea y los brotes de conjuntivitis causaron muertes anualmente, y cuando se apeló, el gobierno central se negó a ayudar.
Otra razón es que los precios de los alimentos son demasiado altos en los atolones del sur debido a que el gobierno central los vende a precios altos mientras compra pescado seco del sur a precios más bajos para exportarlos a Ceilán.

### Falta de infraestructura
El desarrollo económico de las Maldivas se vio obstaculizado por la falta de recursos terrestres y capital humano, así como por una estructura feudal de larga data. Las Maldivas carecían de la infraestructura necesaria (puertos, aeropuertos, hospitales, escuelas, puertos y telecomunicaciones, así como recursos de la gente) para entrar en el siglo veintiuno como una nación autosuficiente hasta finales de los años 1950 y 1960. Aunque las Maldivas inicialmente sintieron el impacto de la revolución industrial en Europa en 1850, cuando los comerciantes indios trajeron artículos de lujo a Malé, los residentes en las islas exteriores nunca experimentaron tal lujo.

### Falta de educación
Todas las riquezas y la educación estaban reservadas para las élites gobernantes y la aristocracia de Malé, y los isleños vivían aislados de Malé y del resto del mundo.

### Restricciones de viaje
Además del elitismo, los isleños enfrentaron otros desafíos. Sólo a las élites de Malé se les permitió ir libremente al extranjero para académicos o negocios, mientras que el resto de los maldivos fueron sometidos a una serie de limitaciones.

### Restricciones comerciales
La II Guerra Mundial desanimó a muchos de comerciar por vía marítima debido a los peligros de la guerra.
Hasta entonces, Huvadhu y Addu habían establecido frecuentes intercambios a los puertos de Colombo, Galle en Ceilán. Con la Segunda Guerra Mundial, las autoridades centrales tuvieron su primera oportunidad de imponer restricciones a los atolones del sur para restringir el comercio y obtener una ventaja sobre ellos.
Los diplomáticos de Maldivas en Colombo con la cooperación de las autoridades británicas lograron monitorear a los comerciantes del sur que comerciaban desde Colombo. Las autoridades centrales de Maldivas ejercieron requisitos para transportar pasaportes por primera vez en 1947 que debían emitirse desde Maldivas. El impacto en la economía debido a las restricciones comerciales fue resentido por los comerciantes y la población del sur.

### Impuestos injustos
El éxito de imponer restricciones comerciales dio a las autoridades centrales de Maldivas la oportunidad de imponer Vaaru (impuesto a las encuestas) y Varuvaa (impuesto a la tierra) en los atolones del sur. Las restricciones al comercio y la imposición de nuevos impuestos enojaron a la población. La Segunda Guerra Mundial tuvo un enorme impacto en las Maldivas, ya que la principal exportación de pescado seco no se pudo exportar y la falta de importación de alimentos básicos causó graves privaciones e incluso hambrunas.
El comercio de cocos o trueque incluso para las tropas británicas fue registrado a través del gobierno por los oficiales de la milicia estacionados en Addu y Havaru Thinadhoo para garantizar que se impusieran impuestos.

### Disturbios debido a impuestos
Los disturbios se extendieron por Hithadhoo en la víspera de Año Nuevo de 1959 debido a que el gobierno anunció nuevos impuestos sobre los barcos. El inminente desastre debido a las turbas enojadas que intentaban atacar las instalaciones del gobierno fue informado por Abdulla Afeef Didi que llevó a los funcionarios a un lugar seguro en las áreas controladas por los británicos.

### Provocación de la aristocracia del sur
El golpe final a la armonía de los atolones del sur era del arresto y asalto físico contra Ahmed Didi por uno de los funcionarios enviados desde Male'. Ahmed Didi era el hijo de Elha Didi, que era miembro de las principales familias de Hithadhoo. Ahmed Didi fue golpeado hasta que sangró por la nariz y la boca. News había viajado a la comunidad que había sido golpeado hasta la muerte.
En este evento hubo un levantamiento contra el funcionario que golpeó a Ahmed Didi que huyó refugiándose en el cuartel británico.
Una investigación llevada a cabo por las autoridades centrales prevaleció el relato de los hechos contados por la persona que agredió a Ahmed Didi, a su vez condenado Abdulla Afeef Didi. Fue sentenciado a flagelación pública, a ser golpeado por dos cat o' nueve colas y pasta de chile frotada en las heridas.
Se dijo que la investigación fue pasada por alto por Al-Ameer Hassan Fareed, quien visitó Addu y pronto partió a Colombo después. En el camino a Colombo se encontró con su desafortunada desaparición de un ataque submarino de la II Guerra Mundial.
Los nobles Addu fueron acusados de la muerte de Al-Ameer Hassan Fareed, alegando que se debió a la brujería y fueron castigados después de ser llevados a Malé.

### Detención de construcciones en el atolón Addu
A finales de 1957, el sultán había designado a Ibrahim Nasir como primer ministro. Después de ser nombrado, Ibrahim Nasir pronto ordenó a los británicos que detuvieran todos los trabajos de construcción en Addu, donde se estaba construyendo una base aérea y un hospital.

### Excedente de trabajadores calificados
Antes de la formación de la nueva nación, cientos de trabajadores en Addu tenían habilidades modernas. Algunos eran capataces de obras eléctricas, construcción, mantenimiento de vehículos e incluso chefs y estaban acostumbrados a vivir en casas grandes con grabadoras y cigarrillos importados; que eran artículos de lujo a Maldivas en ese momento. El atolón también tuvo un enorme aumento de población de 6000 a 17000 en 19 años debido al excelente servicio médico de los británicos. Su población de trabajadores altamente calificados había crecido hasta el punto de que ya no estaba respaldada por recursos alimenticios de aquellos que carecían de habilidades que requerían la importación de alimentos.

### Límites al desarrollo del atolón del sur
Según Clarence Maloney en "The Maldives: New Stresses in an Old Nation", Afeef Didi declaró que el Reino de Maldivas solo se preocupaba principalmente por el bienestar de los hombres. Ciudades distintas al macho 'era un concepto extraño para los maldivos, por lo tanto, no hay una palabra que signifique' Ciudad ',' Ciudad 'o' Pueblo 'en idioma maldivo
La riqueza de los comerciantes Addu y Huvadhu siempre fue resentida por las clases mercantiles en Malé y la falta de cooperación del capital obstaculizó y limitó su crecimiento económico.

## Secesión de la República Unida de las Suvadivas

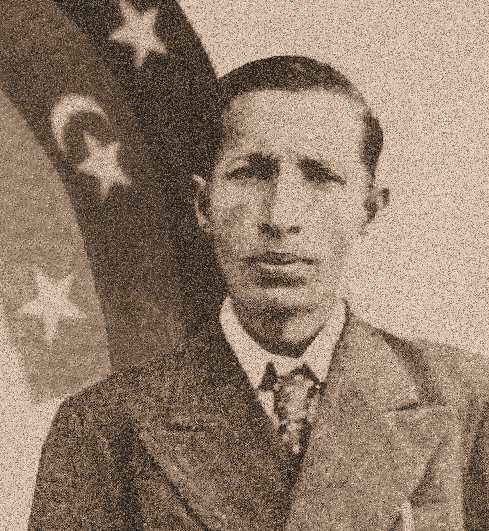
Abdullah Afeef Didi Presidente de la República, República Unida de las Suvadivas

### Declaración de independencia por el atolón Addu
El 3 de enero de 1959 (Algunas fuentes declaran el año de la declaración de independencia como 1958) llegó una delegación del pueblo Addu Gan y declararon su independencia a los británicos. La delegación también insistió en que Afeef fuera su líder.

### Formación
Los tres atolones Huvadu, Fuamulah y Addu formaron la República Unida Suvadive separándose de la autoridad soberana del Sultán el 13 de marzo de 1959.

### Prosperidad económica
La República Unida de las Suvadivas estableció la Adduan Trading Corporation para exportaciones e importaciones, y fundó el primer banco en las Maldivas. La nueva economía de la libra esterlina basada en principios democráticos creció a un grado de prosperidad invisible para su población.

## Consecuencias

### Despoblación de Havaru Thinadhoo
El 4 de febrero de 1962, el Reino de Maldivas reaccionó enviando una cañonera totalmente armada a Havaru Thinadhoo comandada por el primer ministro Ibrahim Nasir.

### Fin de la República Unida Suvadive
El 30 de septiembre de 1963, el presidente de la República Unida Suvadive Afeef Didi fue evacuado a Seychelles por su seguridad, que también fue el final de la república de corta duración.